# Årdala kyrka
Årdala kyrka är en kyrka i Bettna församling i Strängnäs stift.

## Läge
Kyrkan är belägen på en åsrygg cirka 40 meter över havet, 8 kilometer rakt söder om Sparreholm och knappt 1 kilometer väster om riksväg 53.

## Kyrkobyggnaden
Långhusets västra del och tornet anses härröra från 1100-talet. Kyrkan var först byggd i natursten, sammanfogad med murbruk till 4 fot tjocka väggar. Långhusets mått vid den tiden har uppskattats till cirka 7 x 10 meter och har förmodligen varit täckt av ett platt tak av spån och timmer. Det tidiga och lägre korpartiet i öster har mätt ungefär 5 x 5 meter. 
Någon gång i skiftet mellan 1200- och 1300-talet revs koret och långhuset byggdes ut till nästan dess dubbla längd och ett nytt kor byggdes. Sakristian är troligen från samma tid.
I början av 1500-talet slogs fyra valv in i kyrkan. De tre västliga är mycket enkla medan det östliga, som spändes över altaret är ett rikare utformat så kallat stjärnvalv. Vid denna tid byggdes även ett vapenhus men detta är numera rivet.

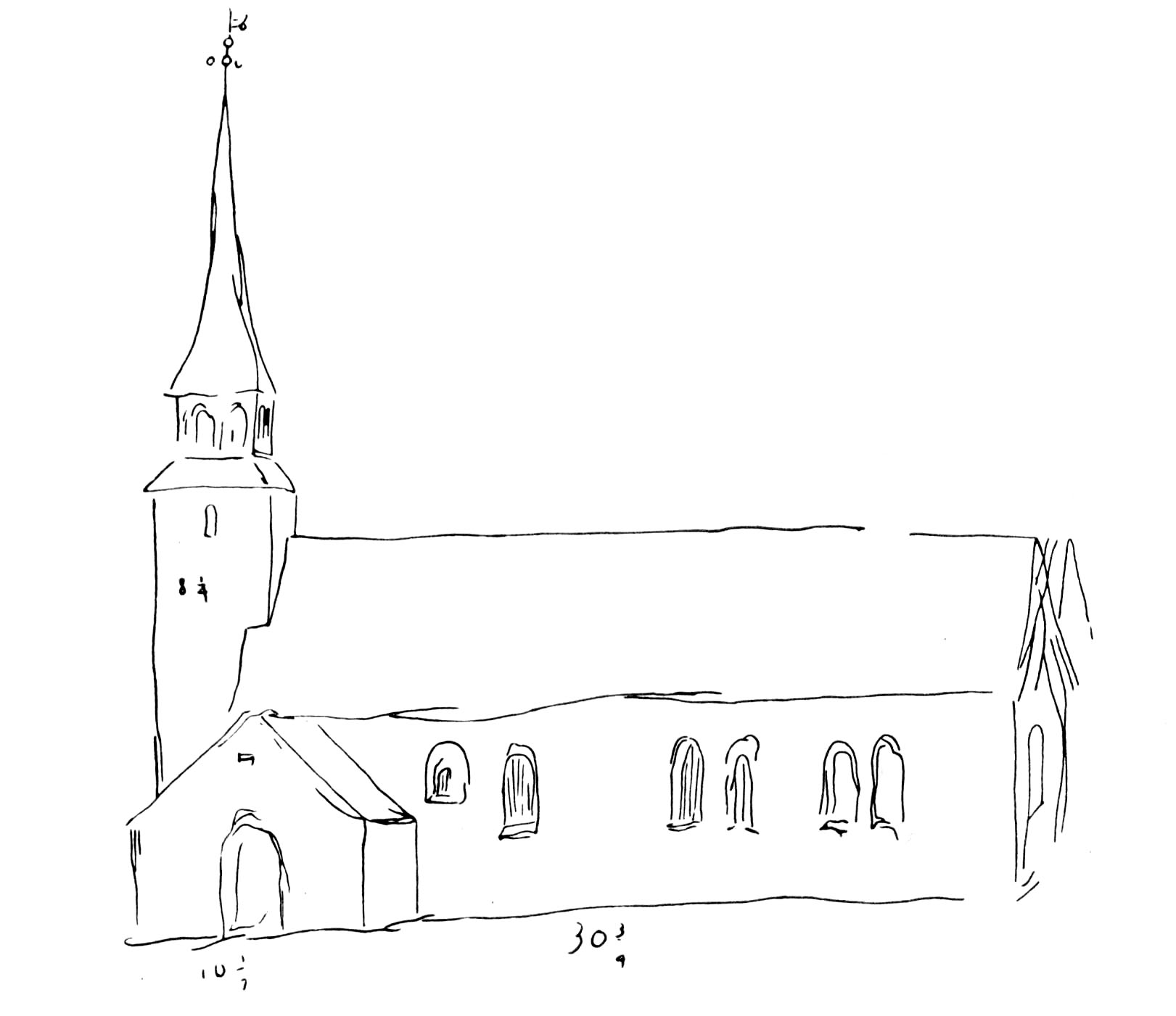
Skiss av Årdala kyrka utförd 1685 av Johan Peringskiöld.

På en teckning från 1685 av fornforskaren Johan Peringskiöld syns både tornet, då med en ganska hög och smäcker spira, samt vapenhuset som ett utbygge på västra delen av långhusets sydsida där även ingången var belägen.
I sydväggen fanns då sex fönster i tre par, varav det västligaste och mindre fönstret troligen var igensatt inifrån vid denna tid.
Tornets sirliga, spånklädda huv byggdes under 1700-talet av tornresaren Anders Ersson från Himlinge i Floda. Stora ljudöppningar togs upp i tornhuven eftersom det under 1700-talet krävdes att klockorna skulle hänga i tornet.
År 1861 genomfördes en genomgripande restaurering under ledning av baron August Theodor Adelswärd (1803–1887). Arkitekt var den östgötske byggmästaren Abraham Nyström. 
Långhusets väggar drogs ut så att tornet blev kringbyggt på tre istället för som tidigare på en sida. Vapenhuset revs och den gamla sydportalen gjordes om till fönster. I tornets norra vägg byggdes en ny spiralformad torntrappa av tegel vilken kan beträdas genom en järndörr från tornets utsida. 
År 1951 vidtogs ännu en renovering, då under slottsarkitekten Ove Leijonhufvuds ledning, varvid det mesta av den nygotiska interiören från 1861, bland annat bänkar och predikstol, ersattes.

## Interiör
Predikstolen är gjord 1951 efter ritningar av Leijonhufvud och försedd med målningar av konservator J. Lindström. En äldre predikstol från år 1700, gjord av sockensnickaren Johan Screberg, satt först på den första väggpelaren på sydsidan men flyttades 1741 till den norra väggen. Ett målat draperi visar var predikstolen hade sin plats under första delen av 1700-talet. Vid renoveringen 1861 försvann denna predikstol och ersattes av en i mörkbrun ek, men även denna undanskaffades alltså 1951.

### Orgel
- 1763 byggdes ett orgelverk av Jacob Westervik, Stockholm. Orgeln sattes upp ovanför altaret. Landshövdingen Gabriel Falkenberg af Trystorp och greve Bonde skänkte vardera 600 daler kopparmynt till orgeln.[1]

| Manual         |
| Gedackt 8'     |
| Principal 4'   |
| Flöjt 4'       |
| Oktava 4'      |
| Oktava 2'      |
| Superoktava 1' |
| Gedakt 3'      |

Av orgeln från 1861 finns nu bara fasaden kvar. Orgeln i övrigt byggdes om totalt 1953 till att omfatta 1008 pipor på 17 stämmor. 

## Inventarier
Som altarprydnader finns en gipskopia av den danske skulptören Bertel Thorvaldsens Den uppståndne Kristus, uppsatt 1896. Bakom denna och ovanför altaret finns ett målat korfönster från 1932 med motivet Guds allseende öga. Fönstret är skänkt och bekostat av Årdala kyrkliga syförening. Ett modernt krucifix på altaret skänktes till kyrkan av två systrar från Gnesund 1985.
Dopfunten i jugendstil är av snidad ek och skänktes till kyrkan 1911 av Årdala-Forssa syförening tillsammans med en dopskål i silver. Dopfunten är ritad av arkitekten Hj Rehnström och utförd av skulptören Assar Pettersson. Dopskålen är ritad och utförd av teckningslärarinnan Gerda Björkman, dotter till kyrkoherde Axel Björkman.
En nästan manshög och illa medfaren Kristusbild från kyrkans triumfkrucifix från 1400-talet samt en ljuskrona i järn, troligen från 1300-talet, utgör de enda kvarvarande inventarierna från medeltiden.

## Kyrksilver
Oblatasken är från senare delen av 1600-talet och är skänkt av friherre Jakob Johan Hastfehr på Vibyholm. Hans och hans makas, Sigrid Gyllenstiernas, vapen finns på asken. Det är det äldsta föremålet av nattvardssilver i kyrkan.
En vinkanna i silver, gjord 1756 i Stockholm, är skänkt av dåvarande ägaren till Vibyholm, greve Gustaf Ulf Bonde och hans maka Hedvig Sofia Banér.
Därutöver finns också en sockenbudskalk, tillverkad 1799 av guldsmeden Johan Jakob Ulfsberg i Nyköping.

## Övrigt
Den nu befintliga kyrkoportalen byggdes 1927. Den förra medeltida portalen, som för övrigt även syns på Peringskiölds teckning och som enligt uppgift även haft en inbyggd predikstol, revs vid renoveringen 1861.